# Trò lừa bịp đĩa bay Twin Falls

Ngày 12 tháng 7 năm 1947, Lục quân Mỹ đã công bố những bức ảnh về một chiếc "đĩa bay" dàn dựng làm trò bịp được thu hồi từ Twin Falls. Sau khi công bố số ảnh này, các báo cáo về đĩa bay sụt giảm nhanh chóng.

Trò lừa bịp đĩa bay Twin Falls là một trò lừa bịp bằng đĩa bay năm 1947 ở Twin Falls, Idaho.  Trong bối cảnh chứng kiến làn sóng "đĩa bay" khả nghi trên toàn quốc, cư dân của Twin Falls cho biết họ đã thu hồi được một chiếc "đĩa bay" kích cỡ 30 inch. Các quan chức FBI và Lục quân Mỹ đã sở hữu chiếc đĩa và nhanh chóng tuyên bố vật thể này hóa ra là một trò lừa bịp. Báo chí đưa tin rằng nhóm thanh thiếu niên địa phương đã thừa nhận chính họ gây ra trò lừa bịp này.

## Bối cảnh
Ngày 24 tháng 6 năm 1947, phi công dân sự Kenneth Arnold đã báo cáo về việc mình tận mắt chứng kiến 'đĩa bay'. Đến ngày 27 tháng 6, hiện tượng chứng kiến đĩa bay được nhiều nơi trình báo trên cả nước Mỹ.

### Diễn biến vụ việc
Ngày 30 tháng 6, có người đã trình báo vụ chứng kiến đĩa bay ở khu vực Twin Falls. Thêm một vụ chứng kiến khác nữa được trình báo vào ngày 4 tháng 7 ngay phía trên Twin Falls. Ngày 5 tháng 7, một nhóm 60 người đang đi cắm trại được cho là đã chứng kiến 35 đĩa bay trên bầu trời Twin Falls, khiến vụ này trở thành "số lượng lớn nhất các thiết bị bí ẩn được báo cáo ở bất kỳ nơi đâu trên toàn quốc" theo báo chí địa phương.  Ngày 7 tháng 7, xuất hiện thêm các vụ chứng kiến mới, với bản trình báo nêu tên ba cậu bé 14-15 tuổi là nhân chứng phát hiện một chiếc đĩa đơn có "kích thước bằng cả bánh xe máy".
Đĩa bay ở Twin Falls không phải là câu chuyện đầu tiên về chiếc đĩa bay được phục hồi nguyên vẹn. Ngày 8 tháng 7, có thông tin cho rằng nhóm quân nhân tại Roswell vừa thu hồi được một chiếc 'đĩa bay'; Ngày hôm sau, có thông tin cho rằng mảnh vỡ Roswell chỉ là quả khí cầu thời tiết thông thường mà thôi. Ngày 10 tháng 7, hãng United Press đưa tin về một chiếc đĩa bay giả mạo nghi là vừa được thu hồi ở Bắc Hollywood.

## Đĩa bay ở Twin Falls
Ngày 11 tháng 7, báo chí đưa tin về việc thu hồi chiếc đĩa cỡ 30 inch từ sân vườn của một ngôi nhà ở Twin Falls. Người dân cho biết họ đã nghe thấy tiếng "thình thịch" vào khoảng 2 giờ 30 phút sáng sớm nhưng phủ nhận tiếng ồn này là do xe tải gây ra. Lúc 8 giờ 20 phút sáng, một người hàng xóm kế bên đã phát hiện ra "chiếc đĩa" và liền gọi ngay cho cảnh sát.
Cảnh sát địa phương bèn ập đến và đoạt lấy vật thể lạ. Vấn đề này được chuyển cho cả FBI và cơ quan tình báo quân sự. Nhiều sĩ quan từ Đồn Douglas đã bay đến đây nhằm điều tra vụ việc. Giới chức trách cho "khóa chặt một nắp bí mật trong khi chờ kết quả điều tra thêm".  Báo chí địa phương đăng một đoạn về "vật trùm kín và con dao găm" của Quân đội trong cuộc điều tra đĩa bay, đề cập rằng các bức ảnh chụp cảnh vật thể lạ này đã bị tịch thu.
Ngày 11 tháng 7, FBI báo cáo rằng vật thể này có vẻ xuất xứ từ nơi đây đã được chuyển giao cho bên Quân đội. Ngày 12 tháng 7, đã có thông báo trên toàn quốc rằng chiếc đĩa ở Twin Falls chỉ là một trò lừa bịp. Hình ảnh chụp vật thể này được tung ra công khai trước dư luận. Vật thể theo như bản thông báo mô tả là có chứa các ống vô tuyến, cuộn dây điện và dây điện bên dưới một mái vòm làm bằng thủy tinh. Báo chí đưa tin rằng bốn thanh thiếu niên đã thú nhận họ chính là người tạo ra cái đĩa này.

## Ảnh hưởng từ trò lừa bịp
Trò lừa bịp đĩa bay Twin Falls, với hình ảnh được công bố trên toàn quốc cho thấy một sĩ quan quân đội với vẻ sửng sốt đang cầm một vật thể giống như chiếc đĩa nhân tạo, đã gọi đây là "Đòn ân huệ do cánh báo chí tung ra" nhân làn sóng Đĩa bay Mùa hè năm 1947; trong những ngày sau câu chuyện này, "nguồn tài liệu báo chí nhanh chóng bị loại bỏ".
Trò lừa bịp Twin Falls không phải là trò lừa bịp được phục hồi sau cùng. Ngày 28 tháng 7 năm 1947, chỉ vài tuần sau trò lừa bịp Twin Falls, đã có báo cáo về các mảnh vỡ đĩa được thu hồi tại đảo Maury, Washington.  Năm 1949, câu chuyện về 'đĩa bị rơi' khác được lưu hành như một phần của trò lừa bịp UFO Aztec, New Mexico.
Nhiều thập kỷ sau, những người theo thuyết âm mưu ngoài lề sẽ trích dẫn trò lừa bịp Twin Falls có liên quan đến cả thuyết âm mưu UFO và thuyết âm mưu vụ ám sát JFK.